# Collection (album, 1974-1983)
Pour les articles homonymes, voir Collection.
Albums de Alain Souchon
Au ras des pâquerettes
(1999) Collection 1984-2001
(2001)
Collection 1974-1983 est un album-compilation du chanteur, auteur et compositeur français Alain Souchon, sorti en 2001.
Il est suivi par l'album Collection 1984-2001.

## Liste des titres
Toutes les paroles sont écrites par Alain Souchon, toute la musique est composée par Laurent Voulzy et Alain Souchon.
| No  | Titre                                      | Durée |
| --- | ------------------------------------------ | ----- |
| 1.  | Allô Maman Bobo                            | 3:29  |
| 2.  | J'ai dix ans                               | 3:03  |
| 3.  | Bidon                                      | 3:46  |
| 4.  | Jamais Content (version écourtée)          | 4:01  |
| 5.  | On avance                                  | 4:01  |
| 6.  | Y'a d'la rumba dans l'air                  | 3:15  |
| 7.  | Le Bagad de Lann-Bihoué (version écourtée) | 3:51  |
| 8.  | Somerset Maugham                           | 3:47  |
| 9.  | On s'aime pas                              | 4:18  |
| 10. | Banale Song                                | 3:18  |
| 11. | Papa mambo (version écourtée)              | 3:32  |
| 12. | La P'tite Bill Elle Est Malade             | 3:23  |
| 13. | S'Asseoir Par Terre                        | 2:58  |
| 14. | Rame                                       | 4:04  |
| 15. | Manivelle                                  | 3:02  |
| 16. | Poulaillers' Song                          | 3:49  |
| 17. | L'Amour en fuite                           | 3:29  |
| 18. | Le Dégoût                                  | 2:59  |